# ノム・クリ
ノム・クリ（モンゴル語: Nom Quli、生没年不詳）は、チンギス・カンの次男のチャガタイの子孫で、大元ウルスで活躍したモンゴル帝国の皇族。『元史』などの漢字表記は南忽里/喃忽里/納忽里/那木忽里、『集史』などのペルシア語表記はنوم قولی（Nūm qūlī）。
セチェン・カアン（世祖クビライ）からハミル一帯の統治を任ぜられた豳王チュベイの嫡男であり、父の地位を引き継いだ。

## 概要
ノム・クリが史料に始めて登場するのは大徳7年（1303年）のことで、この時ノム・クリはオルジェイトゥ・カアン（成宗テムル）から鈔・幣を下賜されている。『オルジェイトゥ史』によると、カイドゥ・ウルス（カイドゥの国）を完全に滅亡させたイルティシュ河の戦いにおいて、ノム・クリはトガチ丞相とともに一軍を率いてカイドゥ・ウルス軍と戦ったと記録されている。クルク・カアン（武宗カイシャン）が即位した前後、至大2年〜皇慶2年（1309年〜1313年）頃にノム・クリは亡くなった父の後を継ぎ、チュベイ・ウルス統治者「豳王」として遇されるようになった。
オルジェイトゥ・カアンの治世にチャガタイ・ウルス（ドゥア・ウルス）の君主ドゥアとの和平が成立して以来、大元ウルスとチャガタイ・ウルスの関係は安定していたが、ブヤント・カアン（仁宗アユルバルワダ）が即位すると両者の関係は崩れ、軍事衝突に至った。
『オルジェイトゥ史』によると、延祐元年（1314年）頃チュベイの子のノム・クリとブヤン・ダシュ、チュベイの甥のコンチェクが12万人隊を率いて粛州からウイグリスタンに至る地に駐屯し、チャガタイ・ウルスの君主エセン・ブカの弟のエミル・ホージャ率いる2万の軍に相対していたという。この戦役でノム・クリ率いる軍はしばしば窮乏したため、ブヤント・カアンは馬や金銀を何度か支給している。
ノム・クリの没年は不明であるが、ゲゲーン・カアン（英宗シデバラ）即位の前後に亡くなったものと見られる。

## 子孫
ノム・クリ以降の豳王家に関する記述は次第に断片的になり、その系譜を辿ることは難しいが、ティムール朝で編纂された系譜史料『高貴系譜』によってその子孫について知ることが出来る。

### ノム・ダシュ
『高貴系譜』はノム・クリにノム・ダシュ（Nūm tāšنوم تاش）とブヤン・テムル（Buyān tīmūrبیان تیمور）という二人の息子がいたことを伝えている。また、「重修文殊寺碑」には「ノム・クリ大王（喃忽里大王）」の後を継いだのは「ノム・ダシュ太子（喃答失太子）」と記されており、ノム・ダシュこそがノム・クリの後継者であったと確認される。そして、ノム・ダシュこそが「重修文殊寺碑」を建設した本人であった。
至治元年（1321年）にはコンチェク、クタトミシュとともに印璽を与えられたが、他の2名が従三品であったのに対しノム・ダシュは正三品で、1ランク上に位置づけられていた。この記事から、当時チュベイ系の王家が3つあったこと、その中でノム・クリ系王家が他の2王家を統轄する立場にあったことが確認される。
ノム・ダシュの死後、チュベイ王家ではノム・クリの弟のクタトミシュが天暦の内乱を通じて急速に勢力を拡大し、豳王の称号とチュベイ・ウルス当主の座を奪うまでに至った。

### ブヤン・テムル
ノム・クリのもう一人の息子のブヤン・テムルはジャヤガトゥ・カアン（文宗トク・テムル）の治世から「豳王」として登場するようになり、1330年代初頭にはクタトミシュに代わって豳王の称号とチュベイ・ウルス当主の座を継承したと見られる。
ブヤン・テムル以後の豳王については更に情報が少なく、「豳王嵬釐」や「豳王亦憐真」といった人物が現れるが『高貴系譜』に対応する人名は登場しない。

## チュベイ・ウルス当主
1. 豳王チュベイ(Čübei,豳王出伯/Chūbaīچوبی)…アルグの息子
2. 豳王ノム・クリ(Nom Quli,喃忽里/Nūm qūlīنوم قولی)…チュベイの息子
3. ノム・ダシュ太子(Nom Daš,喃答失太子/Nūm tāšنوم تاش)…ノム・クリの息子
4. 豳王クタトミシュ(Qutatmiš,豳王忽塔忒迷失/Qutātmīšقتاتمیش)…チュベイの息子、ノム・クリの弟
5. 豳王ブヤン・テムル(Buyan Temür,豳王卜顔帖木児/Buyān tīmūrبیان تیمور)…ノム・クリの息子、ノム・ダシュの弟
6. イリンチン(Irinǰin,豳王亦憐真/Irinǰinبولاد تیمور？)…ブヤン・テムルの息子？
7. 豳王ビルゲ・テムル(Bilge Temür,豳王列児怯帖木児/Bilkā tīmūrبلکا تیمور)…ボラド・テムルの息子